# Dennis Rodman
Dennis Keith Rodman (Trenton, Nueva Jersey, 13 de mayo de 1961) es un exjugador de baloncesto estadounidense que disputó 14 temporadas en la NBA. Con 2,01 metros de altura, jugaba en la posición de ala-pívot y es conocido por sus habilidades defensivas y reboteadoras. Durante siete campañas consecutivas lideró la liga en rebotes por partido, récord de la NBA, y formó también parte del equipo defensivo del año, en siete ocasiones.
A pesar de que frecuentemente se encontraba en desventaja de peso y altura, se convirtió en uno de los reboteadores más dominantes en la historia de la NBA, y fue también honrado con el reconocimiento de mejor jugador defensivo del año en dos ocasiones. Rodman fue capaz de sobreponerse a los centímetros de altura de desventaja con sus oponentes, gracias a su rápida reacción para saltar a por el balón, su deseo vehemente por atrapar cada rebote, su intensa ética de trabajo, su gran fuerza física y atletismo, además de su conocimiento experto del juego. 
El abril de 2011 fue admitido en el Basketball Hall of Fame.
Tanto durante su etapa como profesional, como después de su retirada, ha sido un gran foco mediático debido a su extravagancia, apareciendo en varios programas de televisión y películas de cine.
Además Rodman es un luchador profesional retirado, siendo miembro del grupo nWo, haciendo equipo dos veces con Hulk Hogan en los eventos Bash at the Beach de 1997 y 1998.

## Biografía

### Primeros años y educación
Dennis Rodman nació en Trenton, Nueva Jersey, hijo de Shirley y Philander Rodman, Jr., piloto de las Fuerzas Aéreas, y más tarde veterano de la Guerra de Vietnam. Cuando era joven, su padre abandonó a su familia para instalarse finalmente en Filipinas. Según su padre, Rodman tiene unos 26 o 28 hermanos y hermanas por línea paterna. Su madre, Shirley, tuvo muchos trabajos, a veces cuatro a la vez, para poder mantener a su familia.
En su biografía de 1997, Bad As I Wanna Be, expresa su odio e indignación hacia su padre. Rodman reconoció públicamente a su padre 42 años después de que los abandonara durante un acto público celebrado en Manila, debido a un partido de exhibición entre leyendas de baloncesto estadounidenses y filipinas.
El empobrecido Rodman y sus dos hermanas, Debra y Kim, se criaron en el Oak Cliff sección de Dallas, Texas, considerada como una de las peores zonas de Dallas en la época. Rodman tenía mucho apego a su madre. De acuerdo con Rodman, Shirley Rodman estaba más interesada en sus dos hermanas Debra y Kim. En general, se sentía "abrumado" por un hogar compuesto solo por mujeres.
Rodman experimentó un crecimiento muy acelerado, que se hizo aún más retraído porque se sentía extraño en su propio cuerpo. Rodman era tan inseguro con las mujeres que pensaban que era homosexual en su adolescencia. Él perdió su virginidad cuando tenía 20 años de edad y tuvo su primera experiencia sexual con una prostituta, que lo describió como una experiencia desagradable.
Rodman asistía a South Oak Cliff High School. Sin embargo, no se le consideró como un atleta destacado. Según él, era "incapaz de meter una bandeja" y fue incluido en los equipos de baloncesto de la escuela secundaria, pero fue enviado al banquillo. Medía solamente 5 pies 6 pulgadas (1,68 m) en su primer año en la escuela secundaria. Después de terminar la escuela, Rodman trabajó como conserje de noche en el Aeropuerto Internacional de Dallas-Fort Worth. Al poco tiempo experimentó un estirón repentino y decidió darle otra oportunidad al baloncesto.
Un amigo de la familia avisó al entrenador en jefe de la universidad del condado de Cooke en el Gainesville, Texas. En un solo semestre allí, hizo un promedio de 17.6 puntos y 13.3 rebotes. Después de su corta estadía en Gainesville, fue transferido al Southeastern Oklahoma State University. Allí, Rodman fue tres veces All-American y lideró a la NAIA en rebotes. En tres temporadas allí, promedió 25.7 puntos y 15.7 rebotes, lideró a la NAIA en rebotes dos veces y registró un porcentaje de campo de .637 objetivo.
En el Torneo de Portsmouth, ganó los honores de Jugador Más Valioso y llamó la atención de la Detroit Pistons. Durante este tiempo, Rodman trabajó en un campamento de verano de baloncesto juvenil, donde trabó amistad con Bryne Rich, quien era tímido y retraído, a raíz de un accidente de caza en el que por error mató a tiros a su mejor amigo. Los dos se hicieron casi inseparables y formaron un vínculo muy fuerte. Rich invitó a Rodman a su casa rural de Oklahoma. En un primer momento, Rodman no fue bien recibido por los Rich debido a que era un afrodescendiente. Sin embargo, la familia estaba muy agradecida con él por sacar a su hijo de casa y finalmente fueron capaces de dejar a un lado sus prejuicios. Aunque Rodman tenía graves problemas familiares y personales consigo mismo, la familia Rich lo adoptó en 1982 y pasó de la vida de la ciudad a "la conducción de un tractor y jugar con las vacas". A pesar de que Rodman consideraba a los Rich como su "familia sustituta", la que le ayudó en la universidad, esta lleva desde 2013 sin saber nada de él, por motivos que desconocen.

### Carrera deportiva

#### Universidad
Rodman no fue un proyecto real de jugador hasta que creció 28 centímetros en un año al final de su adolescencia. Jugó durante tres temporadas con los Savage Storm de la Universidad Estatal del Sur de Oklahoma, perteneciente a la NAIA, en las que promedió 25,7 puntos y 15,7 rebotes por partido.

#### NBA

##### Detroit Pistons
Detroit Pistons lo eligieron en la segunda ronda del Draft de la NBA de 1986, en el puesto 27. En ese momento los Pistons tenían un equipo bien armado en el que jugaban las estrellas Isiah Thomas, Joe Dumars, Bill Laimbeer y otros jugadores, como Adrian Dantley, Vinnie Johnson, John Salley y Rick Mahorn. La intensidad de Rodman sirvió perfectamente para el equipo, que ya era conocido por su estilo rudo de juego y su defensa tenaz. En su primera temporada en la NBA, Rodman consiguió unos promedios de 6,5 puntos y 4,5 rebotes en apenas 15 minutos de juego. Los Pistons perdieron en la final de conferencia de 1987 contra los Boston Celtics, pese a que Rodman realizó una defensa muy eficaz a Larry Bird, rebajando considerablemente sus promedios. En la temporada 1987-88 de la NBA, Rodman mejoró notablemente su juego, terminó detrás de Laimbeer en rebotes para los Pistons, con 8,7 capturas por noche, y derrotaron en la final de conferencia a los jóvenes Chicago Bulls. Rodman obtuvo el primero, de sus dos títulos consecutivos de Mejor Defensor. Perdiendo la final 4-3 ante Los Angeles Lakers, debido al fuerte esguince que sufrió durante el sexto partido la estrella Isiah Thomas. Finalmente en la temporada 1988-1989, los Pistons se enfrentaron en las finales de la NBA de nuevo con Los Angeles Lakers, esta vez ganaron su primer título con un resultado contundente de 4-0. Al año siguiente consiguieron revalidar el título al vencer en las finales a los Portland TrailBlazers 4-1.
Rodman lideró a los Pistons con 12,5 rebotes por partido en la temporada 1990-91 de la NBA. En 1992, Rodman mejoró significativamente, promediando más de 18 rebotes por partido, ganando así el primero de sus 7 títulos consecutivos como máximo reboteador de la liga. En marzo de 1992, obtuvo el mayor número de rebotes en un partido durante su carrera, con 34. Su segunda cifra más alta fue en un partido de 1993, la última temporada que jugó para los Pistons.
Una noche memorable
Una noche durante la temporada 1992-93, Rodman fue encontrado sentado en su camioneta con un arma cargada en el estacionamiento de la cancha de los Pistons. Rodman declaró en una de sus autobiografías que esa noche fue cuando asesinó al viejo Dennis y dejó al nuevo Dennis salir.
Al final de la temporada fue traspasado a San Antonio Spurs junto con Isaiah Morris por Sean Elliott y David Wood.

##### San Antonio Spurs
En la temporada 1993-94, Rodman se unió a los Spurs, compartiendo vestuario con David Robinson, continuó practicando el juego que más dominaba, y permitió que el pívot del equipo, David Robinson, se concentrara más en anotar puntos. Robinson ganó ese año el título al máximo anotador de la temporada y Rodman obtuvo el título homólogo en rebotes, con un promedio de 17,3 rebotes por partido, entrando en el primer quinteto defensivo. Fue la primera vez que dos compañeros de equipo compartían dichos honores. La siguiente temporada ayudó a los Spurs a conseguir el mejor récord de la franquicia (62-20), lo que los llevó a las finales de conferencia. Sin embargo, sus constantes distracciones extradeportivas (tuvo un breve romance con Madonna) no eran muy bien vistas, lo que deterioró su situación en el equipo, hasta que los directivos, después de que no llegase junto con el equipo al 5.º partido de la final de conferencia, decidieron echarlo de la franquicia.

##### Chicago Bulls
Después de la temporada 1994-95 de la NBA, Rodman fue traspasado a Chicago Bulls, con la intención de que llenara el hueco dejado por Horace Grant. Los Bulls con Rodman, Scottie Pippen y Michael Jordan, que regresaba de su retiro, mejoraron en 25 victorias su marca de la temporada anterior (de 47-35 a 72-10) para imponer un récord de la NBA. Su camino en las finales fue relativamente fácil y consiguieron el título de Campeón de la NBA 1995-1996, y juntos Rodman, Jordan y Pippen integraron el equipo defensivo del año (la primera vez que tres jugadores del mismo equipo lo lograban). Rodman lideró la liga en rebotes por quinto año consecutivo, y Jordan ganó el título de anotador, emulando lo que Rodman ya había conseguido con Robinson en los Spurs. Lo repitieron en 1997 y 1998, en el segundo tricampeonato de la década para los Bulls.
Rodman dejó Chicago después de la temporada 1997-98, cuando los Bulls comenzaron una reconstrucción masiva de su plantilla. Así terminó también su última temporada como gran estrella del baloncesto, ya que después solo tuvo destellos erráticos con otros equipos de la liga. Rodman fue el reboteador estrella de los 1990s, con 7 títulos consecutivos, y frenó defensivamente a jugadores de la talla de Michael Jordan, Scottie Pippen, Magic Johnson, Larry Bird, Shaquille O'Neal, Alonzo Mourning, Shawn Kemp, Karl Malone, y Charles Barkley. Su actuación más impresionante fue durante las finales de la Conferencia del Este en 1996, cuando Rodman apagó a Horace Grant y ayudó a contener al gigante O'Neal, que a la postre fue la clave para que los Bulls lograran la victoria en la final de conferencia.

##### Lakers y Mavericks
Tras la temporada 97-98, los Bulls comenzaron una etapa de reconstrucción, con el retiro de Jordan. El entrenador Phil Jackson dejó el equipo y otros jugadores como Scottie Pippen, Steve Kerr, y Jud Buechler pasaron a la agencia libre. Rodman fue liberado por los Bulls el 21 de enero de 1999, antes de que empezara la temporada del lockout y fichó por Los Angeles Lakers, con su salario prorrateado para esa temporada. Con el equipo angelino disputó solo 23 encuentros.
Para la 1999–00, ya con 38 años, fichó por Dallas Mavericks, volviendo a la ciudad donde creció. Jugó 12 encuentros, donde le sancionaron con 6 faltas técnicas, fue expulsado dos veces, y tuvo un partido de supensión. A pesar de promediar 14.3 rebotes, siendo en su carrera un 13.1, no consiguió clasificar a la franquicia para playoffs. Rodman fue cortado el 8 de marzo de 2000, y no volvió a disputar un encuentro en la NBA.

#### Post-NBA

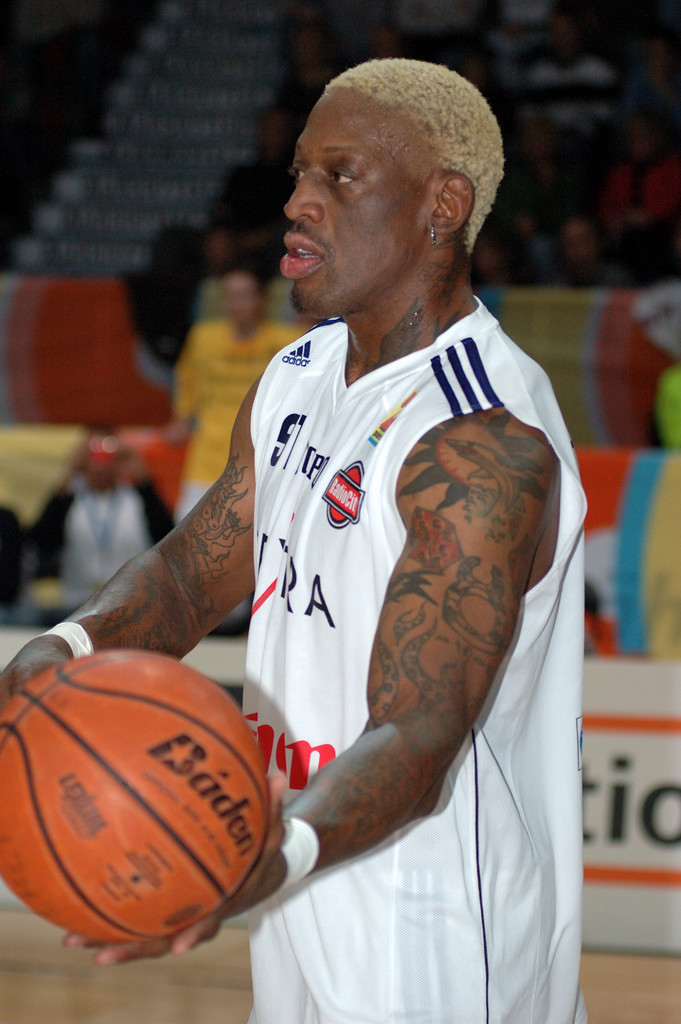
Rodman en 2005.

Tras retirarse, Rodman focalizó su carrera lejos del baloncesto, actuando en varias películas y también participando en la lucha profesional.
Para la temporada 2003-04, decidió volver a jugar a baloncesto para los Long Beach Jam de la American Basketball Association, con la esperanza de ser reclamado por algún equipo NBA durante la temporada. Aunque no le llamaron, ayudó a que los Jam conquistaran el campeonato inaugural de la ABA. También jugó en México, con Fuerza Regia en 2004.
En la 2004–05, firmó por otro equipo ABA, los Orange County Crush y la temporada siguiente con los Tijuana Dragons.
En noviembre de 2005, disputó un encuentro con los Torpan Pojat de la liga finlandesa, la Korisliiga.
Su vuelta a la NBA nunca se materializó, pero el 26 de enero de 2006, se anunció que jugaría un partido experimental con los Brighton Bears de la British Basketball League, aunque finalmente jugó 3 partidos con los Bears. En la primavera de 2006, jugó dos partidos de exhibición en Filipinas junto a otras ex-estrellas NBA como Darryl Dawkins, Kevin Willis, Calvin Murphy, Otis Birdsong y Alex English.
El 4 de abril de 2011, se anunció que sería incluido en el Naismith Memorial Basketball Hall of Fame.

## Estadísticas de su carrera en la NBA
|  | Campeones de la NBA |
|  | Líder de la liga    |

### Temporada regular
| Año      | Equipo      | PJ  | PT  | MPP  | %TC  | %3P  | %TL  | RPP  | APP | ROB | TPP | PPP  |
| -------- | ----------- | --- | --- | ---- | ---- | ---- | ---- | ---- | --- | --- | --- | ---- |
| 1986-87  | Detroit     | 77  | 1   | 15.0 | .545 | .000 | .587 | 4.3  | .7  | .5  | .6  | 6.5  |
| 1987-88  | Detroit     | 82  | 32  | 26.2 | .561 | .294 | .535 | 8.7  | 1.3 | .9  | .5  | 11.6 |
| 1988-89  | Detroit     | 82  | 8   | 26.9 | .595 | .231 | .626 | 9.4  | 1.2 | .7  | .9  | 9.0  |
| 1989-90  | Detroit     | 82  | 43  | 29.0 | .581 | .111 | .654 | 9.7  | .9  | .6  | .7  | 8.8  |
| 1990-91  | Detroit     | 82  | 77  | 33.5 | .493 | .200 | .631 | 12.5 | 1.0 | .8  | .7  | 8.2  |
| 1991-92  | Detroit     | 82  | 80  | 40.3 | .539 | .317 | .600 | 18.7 | 2.3 | .8  | .9  | 9.8  |
| 1992-93  | Detroit     | 62  | 55  | 38.9 | .427 | .205 | .534 | 18.3 | 1.6 | .8  | .7  | 7.5  |
| 1993-94  | San Antonio | 79  | 51  | 37.8 | .534 | .208 | .520 | 17.3 | 2.3 | .7  | .4  | 4.7  |
| 1994-95  | San Antonio | 49  | 26  | 32.0 | .571 | .000 | .676 | 16.8 | 2.0 | .6  | .5  | 7.1  |
| 1995-96  | Chicago     | 64  | 57  | 32.6 | .480 | .111 | .528 | 14.9 | 2.5 | .6  | .4  | 5.5  |
| 1996-97  | Chicago     | 55  | 54  | 35.4 | .448 | .263 | .568 | 16.1 | 3.1 | .6  | .3  | 5.7  |
| 1997-98  | Chicago     | 80  | 66  | 35.7 | .431 | .174 | .550 | 15.0 | 2.9 | .6  | .2  | 4.7  |
| 1998-99  | L.A. Lakers | 23  | 11  | 28.6 | .348 | .000 | .436 | 11.2 | 1.3 | .4  | .5  | 2.1  |
| 1999-00  | Dallas      | 12  | 12  | 32.4 | .387 | .000 | .714 | 14.3 | 1.2 | .2  | .1  | 2.8  |
| Total    | Total       | 911 | 573 | 31.7 | .521 | .231 | .584 | 13.1 | 1.8 | .7  | .6  | 7.3  |
| All-Star | All-Star    | 2   | 0   | 18.0 | .364 | .000 | .000 | 8.5  | .5  | .5  | .5  | 4.0  |

### Playoffs
| Año   | Equipo      | PJ  | PT | MPP  | %TC  | %3P  | %TL  | RPP  | APP | ROB | TPP | PPP |
| ----- | ----------- | --- | -- | ---- | ---- | ---- | ---- | ---- | --- | --- | --- | --- |
| 1987  | Detroit     | 15  | 0  | 16.3 | .541 | —    | .563 | 4.7  | .2  | .4  | 1.1 | 6.5 |
| 1988  | Detroit     | 23  | 0  | 20.6 | .522 | .000 | .407 | 5.9  | .9  | .6  | .6  | 7.1 |
| 1989  | Detroit     | 17  | 0  | 24.1 | .529 | .000 | .686 | 10.0 | .9  | .4  | .7  | 5.8 |
| 1990  | Detroit     | 19  | 17 | 29.5 | .568 | —    | .514 | 8.5  | .9  | .5  | .7  | 6.6 |
| 1991  | Detroit     | 15  | 14 | 33.0 | .451 | .222 | .417 | 11.8 | .9  | .7  | .7  | 6.3 |
| 1992  | Detroit     | 5   | 5  | 31.2 | .593 | .000 | .500 | 10.2 | 1.8 | .8  | .4  | 7.2 |
| 1994  | San Antonio | 3   | 3  | 38.0 | .500 | .000 | .167 | 16.0 | .7  | 2.0 | 1.3 | 8.3 |
| 1995  | San Antonio | 14  | 12 | 32.8 | .542 | .000 | .571 | 14.8 | 1.3 | .9  | .0  | 8.9 |
| 1996  | Chicago     | 18  | 15 | 34.4 | .485 | —    | .593 | 13.7 | 2.1 | .8  | .4  | 7.5 |
| 1997  | Chicago     | 19  | 14 | 28.2 | .370 | .250 | .577 | 8.4  | 1.4 | .5  | .2  | 4.2 |
| 1998  | Chicago     | 21  | 9  | 34.4 | .371 | .250 | .605 | 11.8 | 2.0 | .7  | .6  | 4.9 |
| Total | Total       | 169 | 89 | 28.3 | .490 | .149 | .540 | 9.9  | 1.2 | .6  | .6  | 6.4 |

## Logros y reconocimientos
- 5 veces Campeón de la NBA:
  - Detroit Pistons (1989 y 1990).
  - Chicago Bulls (1996, 1997 y 1998).
- Mejor Jugador Defensivo del Año de la NBA (1990-91).
- 2 veces All Star de la NBA (1990, 1992).
- Premio IBM NBA (1992).[17]
- 2 veces en el Tercer mejor quinteto de la NBA (1991-92, 1994-95)
- 7 veces en el Mejor quinteto defensivo de la NBA (1989-93, 1995-96).
- 1 vez en el Segundo Mejor quinteto defensivo de la NBA (1994).
- 7 veces jugador con Mayor promedio de rebotes por partido de la NBA (1992-98).
  - Jugador con mayor número de Rebotes Conseguidos de la NBA (1992-94, 1998).
  - Jugador con mayor número de Rebotes Ofensivos (1991-94, 1996-97).
  - Jugador con mayor número de Rebotes Defensivos (1992, 1994, 1998).
- 1 vez jugador con Mejor Porcentaje de Tiro de Campo (1989).
- Comparte el récord de la NBA, con 11 rebotes ofensivos en un partido, logrando la hazaña en dos ocasiones durante las Finales de la NBA de 1996.
- Ha logrado 238 dobles-dobles en la NBA (210 en temporada regular y 28 en playoffs).
- Ha logrado 1 triple-doble en la NBA (16 de enero de 1996, ante Philadelphia 76ers (10p, 21r, 10a).
- El 1 de abril de 2011 Detroit Pistons retira el dorsal número 10 con el que jugó Rodman en el equipo desde 1986 hasta 1993, en reconocimiento a sus grandes aportaciones al equipo.
- El 5 de abril de 2011 Rodman ingresa oficialmente en el Basketball Hall of Fame.
- Puesto #48 en la revisión de la revista SLAM Magazine de los Top 50 Players of All-time (2009).
- Michigan Sports Hall of Fame (2017).
- Elegido en el Equipo del 75 aniversario de la NBA (2021).

## Vida personal
Carmen Electra y Dennis Rodman se casaron en noviembre de 1998 en Las Vegas. El matrimonio duró muy poco pues Rodman presentó la demanda de divorcio para anular la unión a los nueve días de haberse casado. Electra ha dicho que su matrimonio con Rodman fue una respuesta al dolor emocional de experimentar la muerte de su hermana y su madre ese mismo año.
En 1999, Rodman conoció a Michelle Moyer, con quien tuvo un hijo, Dennis Jr. y una hija, Trinity. Moyer y Rodman se casaron en 2003 en su 42.° cumpleaños. Michelle Rodman solicitó el divorcio en 2004, aunque la pareja pasó varios años intentando reconciliarse. El matrimonio se disolvió en 2012, cuando Michelle nuevamente solicitó al tribunal que le concediera el divorcio. Se informó que Rodman debía $860,376 en manutención infantil y conyugal.
El hijo de Rodman, DJ, comenzó a jugar baloncesto universitario para el Washington State Cougars en 2019. Su hija, Trinity, es futbolista profesional, internacional por Estados Unidos y campeona olímpica en París 2024.
El 14 de julio de 2020, el padre de Rodman, Philander, murió de cáncer de próstata en Ángeles, Pampanga, Filipinas, a los 79 años. Dennis se había reconciliado previamente con su padre en 2012 cuando hizo un viaje a Filipinas después de años de distancia.

### Violencia doméstica
En el año 2004 se divorcia de su esposa Michelle Moyer, con quien tiene dos hijos, y esta logra conseguir una orden perimetral por las amenazas y violencia física que ejercía el jugador sobre ella.
En el año 2008 fue arrestado por haber golpeado a Gina Peterson su pareja de ese momento, agrediéndola y dejándole heridas en el brazo. Decidió ante el tribunal no refutar los cargos de violencia, fue sentenciado a tres años de libertad condicional y un año de consejería sobre violencia doméstica.

### En otros medios

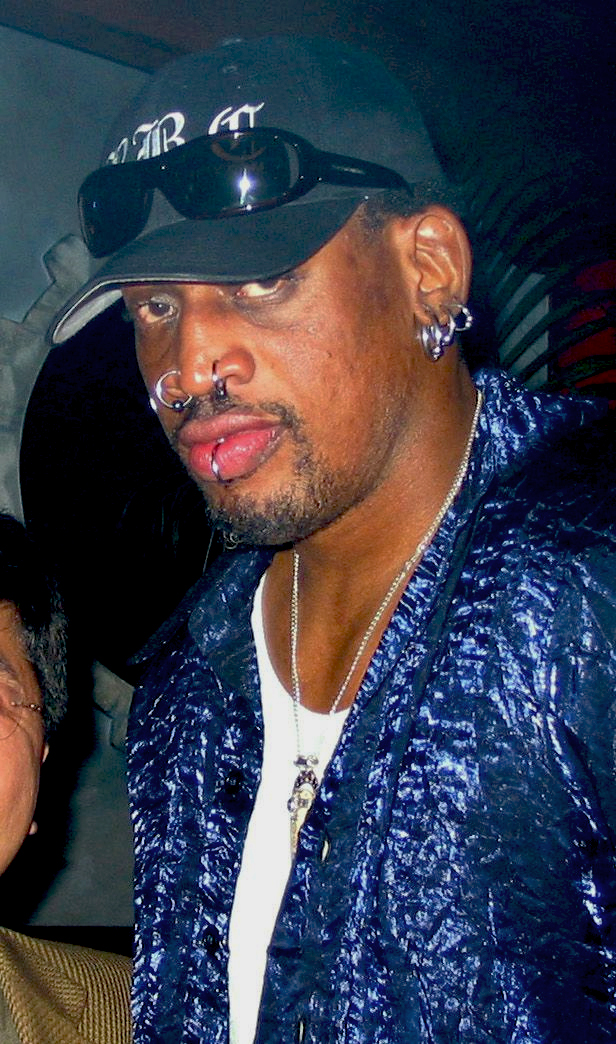
Dennis Rodman.

Rodman es conocido por su comportamiento controvertido y su apariencia de estilo muy moderno, doblemente llamativa por su estatura. Lleva numerosos tatuajes y píercings, y frecuentemente pinta su cabello de colores brillantes y artificiales. Su comportamiento ha sido a veces irreverente en público y en televisión durante su carrera deportiva. Vistió un vestido de novia para promocionar en un acto público su autobiografía As Bad as I Wanna Be (Tan malo como quiero ser), donde afirmó que era bisexual.
Rodman estuvo brevemente casado con Carmen Electra, y salió algún tiempo con la cantante Madonna. Declaró en su primera autobiografía que ella trató de tener un bebé con él y narró con detalles su primera noche de relaciones sexuales, pero Madonna desmintió todo lo dicho por él.
Rodman participó en unas cuantas peleas para la World Championship Wrestling al lado de Hulk Hogan. Su primera lucha fue el 13 de julio de 1997 y perdieron contra Lex Luger y Paul Wight. Reapareció en agosto de 1999, y fue derrotado por Randy Savage.
Rodman, en 1996, hace su primera aparición televisiva, en los capítulos 1 y 2 de la segunda temporada de la serie 3rd Rock from the Sun. Ese mismo año, estrenó su propio show televisivo en MTV, The Rodman World Tour.
En 1997 Rodman realizó su debut cinematográfico en la película Double Team, al lado de Jean Claude Van Damme y Mickey Rourke. La película fue duramente criticada, y su actuación le llevó a ganar 3 Premios Golden Raspberry: Worst New Star, Worst Supporting Actor y Worst Screen Couple (compartido con Van Damme).
En 1998, se unió al reparto del show televisivo de Special Ops Force, en el papel de 'Deke' Reynolds.
También en 1998 participó en la película para televisión basada en su libro autobiográfico del mismo título de 1996: "Bad as I wanna be: The story of Dennis Rodman" (Malo como quiero ser: La historia de Dennis Rodman).
Rodman protagonizó en 1999, Simon Sez, y al año siguiente, junto a Tom Berenger la película Cutaway.
En 2003 prestó su voz al personaje Zack en el videojuego de Xbox: Dead or Alive Xtreme Beach Volleyball.
En 2005, Rodman posó desnudo para la PETA, en la campaña: "Rather Go Naked Than Wear Fur". Ese mismo año publicó su segunda autobiografía:I Should Be Dead By Now.
Rodman se convirtió en el comisionado de la Lingerie Football League en 2005. Puso la voz de sí mismo, en su aparición animada en el episodio "Treehouse of Horror XVI" de Los Simpsons (2005).
Rodman ha aparecido en varios "reality shows": en enero de 2006, apareció en la cuarta edición de Celebrity Big Brother del Reino Unido, y el 26 de julio de 2006, en la serie británica Love Island. También en el show The Mole de la ABC.
En 2008, se unió como comentarista de la web deportiva OPENSports.com, de Mike Levy, fundador de CBS Sportsline.com.
En 2009, participó en la octava temporada de Celebrity Apprentice. Donde cada famoso dona el premio a una asociación caritativa; Rodman eligió la Court Appointed Special Advocate de New Orleans.
Cuatro años después, en 2013, participó en la decimotercera temporada de Celebrity Apprentice, y donó $20,000 a Make-A-Wish Foundation.
En marzo de 2013, llegó al Vaticano durante el Cónclave de 2013 para la elección de un nuevo Papa. El viaje fue organizado por una casa de apuestas irlandesa: "I'm just promoting this website. It's a gambling website, and it's about people who are going to bet on the new pope, and if he's black, you get your money back", dijo Dennis.
En julio de 2013, Rodman se unió a Premier Brands para lanzar y promocionar Bad Boy Vodka.
Rodman visitó Corea del Norte en 2015, para rodar el documental Dennis Rodman's Big Bang in Pyongyang.

### Trabajos

#### Libros
- Rodman, Dennis (1994). Rebound: The Dennis Rodman Story. ISBN 0-517-59294-0.
- Rodman, Dennis (1996). Bad as I Wanna Be. ISBN 0-440-22266-4.
- Rodman, Dennis (1997). Walk on the Wild Side. ISBN 0-385-31897-9.
- Rodman, Dennis (2005). I Should Be Dead by Now. ISBN 1-59670-016-5.
- Rodman, Dennis (2013). Dennis the Wild Bull. ISBN 978-0-61575-249-5.

#### Filmografía parcial
| Año  | Título                                     | Papel                  | Notas                     |
| ---- | ------------------------------------------ | ---------------------- | ------------------------- |
| 1996 | Eddie                                      | Él mismo               | Cameo                     |
| 1997 | Double Team                                | Yaz                    | Protagonista              |
| 1998 | Bad As I Wanna Be: The Dennis Rodman Story | Él mismo               | Documental                |
| 1999 | Simon Sez                                  | Simon                  | Protagonista              |
| 2000 | Cutaway                                    | Randy "Turbo" Kingston | Protagonista              |
| 2007 | The Comebacks                              | Warden                 | Cameo                     |
| 2007 | The Minis                                  | Él mismo               | Protagonista              |
| 2013 | Blunt Movie                                | Leroy Suggs / Daddy    | Protagonista              |
| 2015 | Dennis Rodman's Big Bang in Pyongyang      | Él mismo               | Documental                |
| 2019 | Rodman: For Better or Worse                | Él mismo               | Documental ESPN 30 for 30 |